# Shades of God
Shades of God (с англ. — «Тени Бога») — третий студийный альбом британской дум-метал группы Paradise lost, выпущенный 1 июня 1992 года на лейбле Music for Nations. Это первый релиз группы выпущенный на данном лейбле: до этого Paradise Lost выпустили свои две предыдущие пластинки на Peaceville Records. В Соединённых штатах альбом выпускался лейблом Metal Blade Records. Альбом был записан в студии Longhome, в Нортгемптоншире продюсером Саймоном Эфеми.
Альбом занял 79 место в MegaCharts в Нидерландах и продержался там пять недель. В поддержку альбома вышел сингл «As I Die» в феврале 1993 года. В Финляндии сингл занял 11 место. Песня стала первым хитом группы

## Предыстория

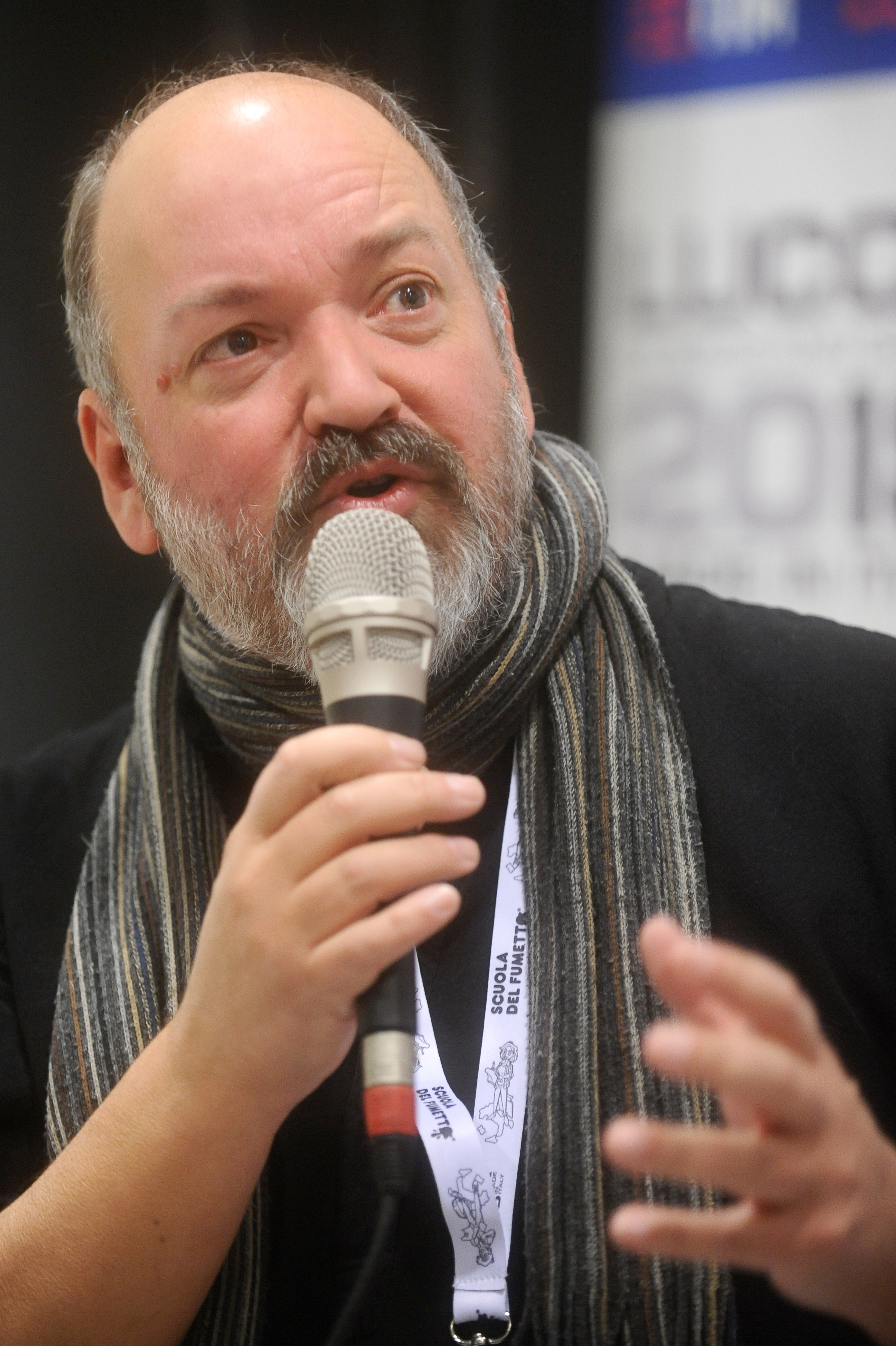
Дизайн и изображение обложки, а также изображение для мини-альбома As I Die были выполнены известным британским художником и фотографом Дэйвом МакКином. С его современным подходом к искусству рисования это было нетипично. Логотип группы на дисках либо еле виден, либо он полностью отсутствовал.

После успеха альбома Gothic (1991), группой заинтересовались такие звукозаписывающие лейблы как Earache и Roadrunner Records. В конце концов группа выбрала лейбл Music for Nations, в их контракт входила обязанность издать три студийных альбома. Теперь группа впервые смогла жить музыкой, которую они хотели играть да и продвижение релизов было более всеобъемлющим, чем раньше. Пластинка была записана в студии Longhome в Нортгемптоншире примерно за пять недель с марта по апрель 1992 года. Официальная дата релиза — 1 июня 1992 года.

## Музыка и тексты песен

### Музыка
Альбом Shades of Godd знаменует дальнейший уход группы от корней дэт-метала, в сторону мелодичных областей дум- и готик-метала. Также Paradise Lost продолжили добавлять более тихих пассажей в композициях, чем в предыдущем альбоме группы — Gothic (1991). В композициях «Mortals Watch the Day» и «Your Hand in Mine», в частности, заметен переход вокала Ника Холмса от грубого до чистого пения. Его голос был охарактеризован как «помесь Ли Дорриана из Cathedral и Питера Стила времён Carnivore». Гитарные мелодии Грега Макинтоша были описаны как «более запоминающиеся, чем на Gothic». Как и в прошлом релизе группа пригласила участвовать в записи певицу Сару Марион и клавишника Роберта Джона Годфри.
Продюсером альбома выступил Саймон Эфеми. Ранее Саймон не работал с метал-группами, его предыдущий опыт был ограничен продюсированием сингла «Radio Ass Kiss» из альбома The Size of a Cow альтернативной рок группы The Wonder Stuff. Группа сознательно выбрала именно его, так как участники не хотели добиться типичного дэт-метал звучания в альбоме. С продюсером связался менеджер Paradise Lost Ник Пил и он согласился поработать с группой над новой пластинкой. Продюсерская работа Саймона была описана как «чёрное и жёсткое». Гитары звучали тяжелее, чем в альбоме Gothic, а барабаны были более напористые. В целом группа была довольна проделанной работой своего нового продюсера. Барабанщик Мэтт Арчер, среди групп оказавших на него влияние во время работы над третьим студийником, выделил The Sisters of Mercy, а также Black Sabbath.

Наш дебютник Lost Paradise был выполнен в типичном дэт-метал ключе, в то время как в Gothic мы пытались абстрагироваться от этого звучания. На Shades of God нам это полностью удалось добиться. Конечно, есть люди, которые до сих пор видят нас как дэт/дум-группу, но с этим диском мы доказали, что являемся хэви-метал исполнителями, которая обрабатывает различные влияния в музыке.— Мэттью Арчер

### Тексты песен
Вокалист Ник Холмс описал тексты песен в альбоме Shades of God «очень личного характера», он часто пытается проникнуть в других людей и описать их реакцию на определённые события. Почти в каждой песне затрагивалось по несколько тем, поэтому куплет и припев могли не сходиться по смыслу. Ник хотел чтобы каждый слушатель интерпретировал слова песен по-своему.

## Песня «As I Die»
Композиция «As I Die» изначально не должна была входить в окончательный треклист альбома, поскольку участники группы посчитали её недостаточно качественной. Поэтому, в LP-версию данная песня не вошла, когда как в CD-версию альбома была добавлена в качестве бонус-трека. 

Никогда в жизни мы не ожидали, что эта песня станет настолько популярной. Самое смешное, что изначально он был нашим самым слабым треком и вовсе не планировался для альбома «Shades of God», поэтому мы выпустили его только как CD-бонусный трек. Только задним числом мы осознали его качества.— Грег Макинтош в интервью 1993 года
На композицию «As I Die» как и на «Pity the Sadness», были сняты видеоклипы, которые часто играли на передаче Headbangers Ball по MTV. По собственному признанию, группа была привлечена своими поклонниками к отсутствующей на LP песни «As I Die», и поэтому участники группы решили выпустить следующий одноимённый EP осенью 1992 года. Грег Макинтош прокомментировал это: 

Для нас это довольно удивительно, что почти все, кажется, знают эту песню, и она даже часто играет на MTV.— Грег Макинтош в интервью 1993 года
Кроме того, EP содержит ранее неизданные песни «Rape of Virtue» и «Death Walks Behind You», кавер-версия песни группы Atomic Rooster, а также концертная версия песни «Eternal» из альбома Gothic.

## Промоушен
В поддержку своего нового альбома Paradise Lost отправились на гастроли и выступали в таких странах, как Великобритания, Нидерланды и Германия, в том числе группа проводила такие рок-фестивали, как Dynamo Open Air и Rock Hard Festival в городе Йена. Последующие гастрольные мероприятия были отмечены несколькими инцидентами: так, в городе Норрчёпинг (Швеция) во время концертного выступления автобус группы был повреждён местными сатанистами. В Чехии же на гитариста Грега Макинтоша чуть не упал софит. Тем не менее тур в целом оказался успешным.

## Список композиций
Все тексты написаны Ником Холмсом, вся музыка написана Грегом Макинтошом.
| №                   | Название                | Длительность |
| ------------------- | ----------------------- | ------------ |
| 1.                  | «Mortals Watch the Day» | 5:12         |
| 2.                  | «Crying for Eternity»   | 7:05         |
| 3.                  | «Embraced»              | 4:29         |
| 4.                  | «Daylight Torn»         | 7:53         |
| 5.                  | «Pity the Sadness»      | 5:05         |
| 6.                  | «No Forgiveness»        | 7:37         |
| 7.                  | «Your Hand in Mine»     | 7:08         |
| 8.                  | «The Word Made Flesh»   | 4:41         |
| 9.                  | «As I Die» (Бонус-трек) | 3:46         |
| Общая длительность: | Общая длительность:     | 52:56        |

| №                   | Название                                           | Длительность |
| ------------------- | -------------------------------------------------- | ------------ |
| 10.                 | «Rape of Virtue»                                   | 4:48         |
| 11.                 | «Death Walks Behind You» (кавер на Atomic Rooster) | 6:30         |
| 12.                 | «Eternal (Live)»                                   | 4:29         |
| Общая длительность: | Общая длительность:                                | 68:43        |

## Участники записи
| Paradise Lost - Ник Холмс — вокал; - Грег Макинтош — соло-гитара, аранжировка; - Аарон Аеди — ритм-гитара; - Стив Эдмондсон — бас-гитара; - Мэттью Арчер — барабаны. Приглашённые музыканты - Сара Марион — вокал; - Роберт Дж. Годфри — клавишные. | Производственный персонал - Саймон Эфеми — продюсер, микширование, звукорежиссёр; - Дэйв МакКин — художественное оформление, дизайн; - Джордж Чин — фотограф. |

## Чарты
| Чарт (1992)                | Позиция в чарте |
| -------------------------- | --------------- |
| Нидерланды (Album Top 100) | 79              |